# Obedeni, Giurgiu

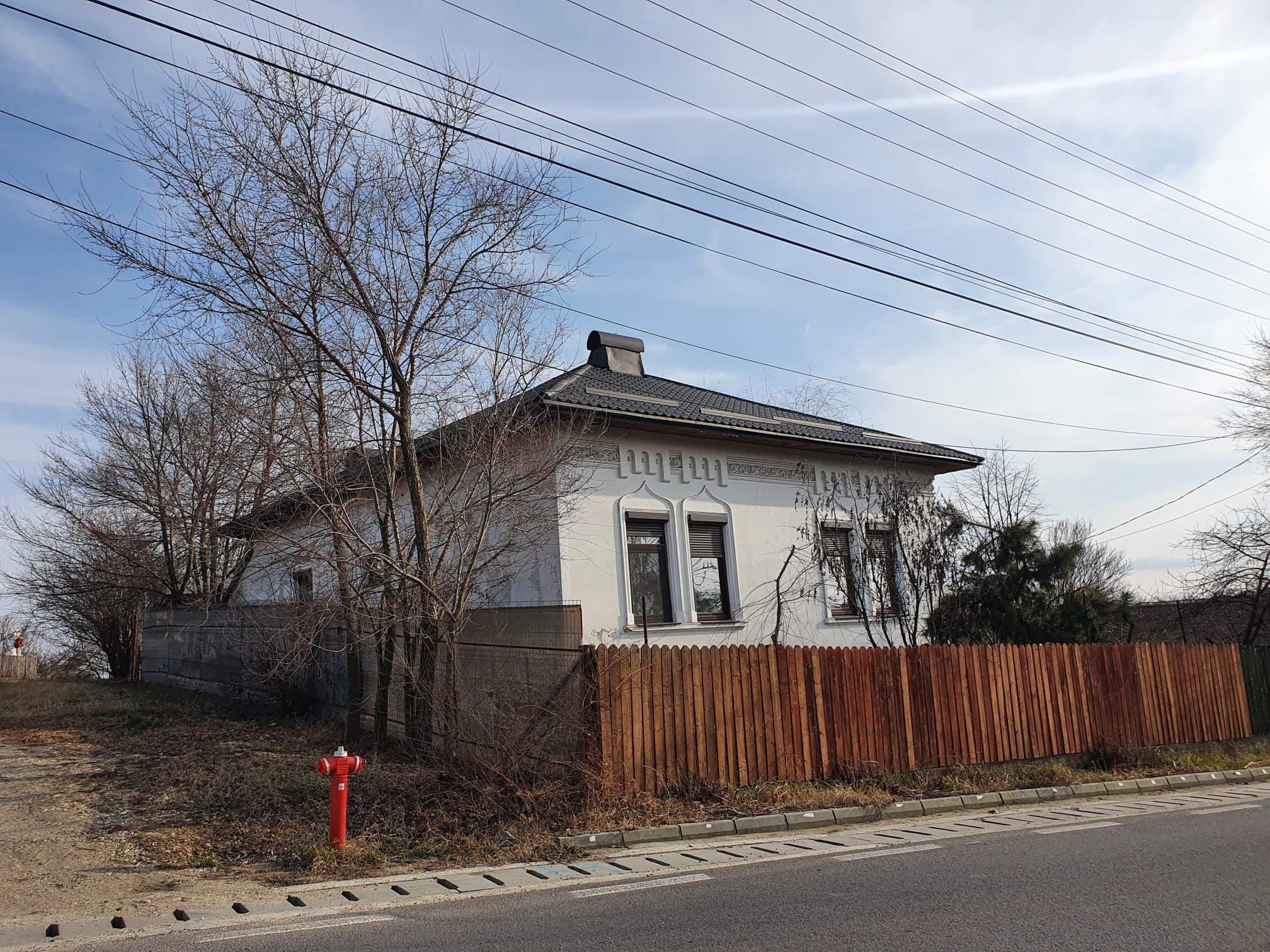

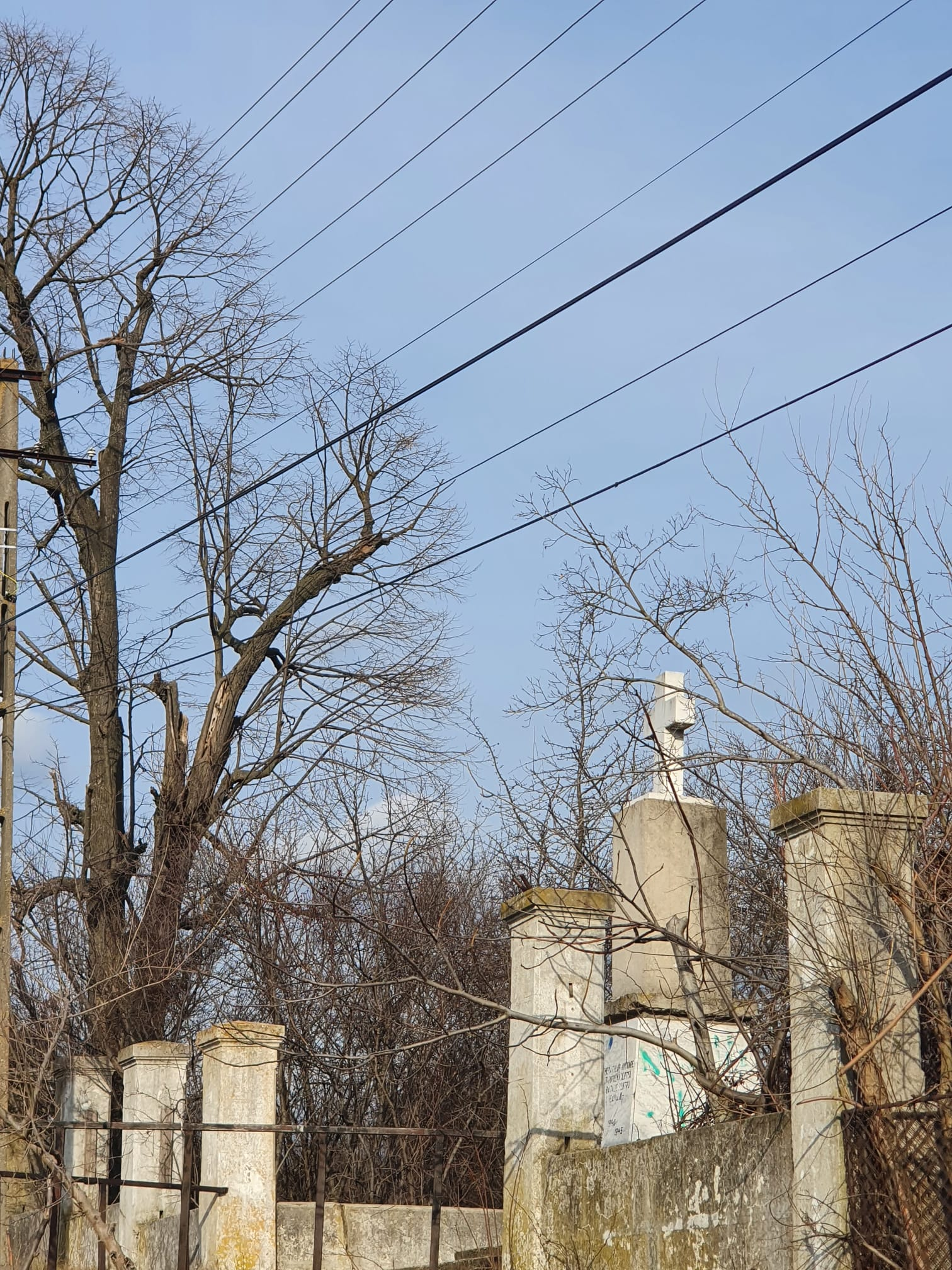

Obedeni este un sat în comuna Bucșani din județul Giurgiu, Muntenia, România. La recensământul din 2002 avea o populație de 361 locuitori, iar la cel  din 2011, în ușoară scădere, la 347 locuitori.
Satul este amplasat pe un ușor podiș delimitat de râurile Neajlov si Dâmbovnic, la confluența acestora.
Acest sat are numele de Obedeni din cauza primului locuitor al lui pe nume Obedenaru, dupa unele surse. Alte surse consideră că numele provine de la principala ocupație a meșteșugarilor locali din vechime (obadă) și este legat de toponimul satului vecin, actualmente satul reședință de comună, Bucșani (bucșă), ceea ce poate indica plasarea lui pe o ruta importantă de comerț in Câmpia Română, in zona Vlașca (pe axa Dunăre-Vlașca-Potlogi- Găești-Târgoviște și mai departe spre Brașov).
Primele atestări asupra locuirii zonei sunt din neolitic (cultura Gumelnița) și se regăsesc în situl arheologic din zona podului peste Neajlov. 

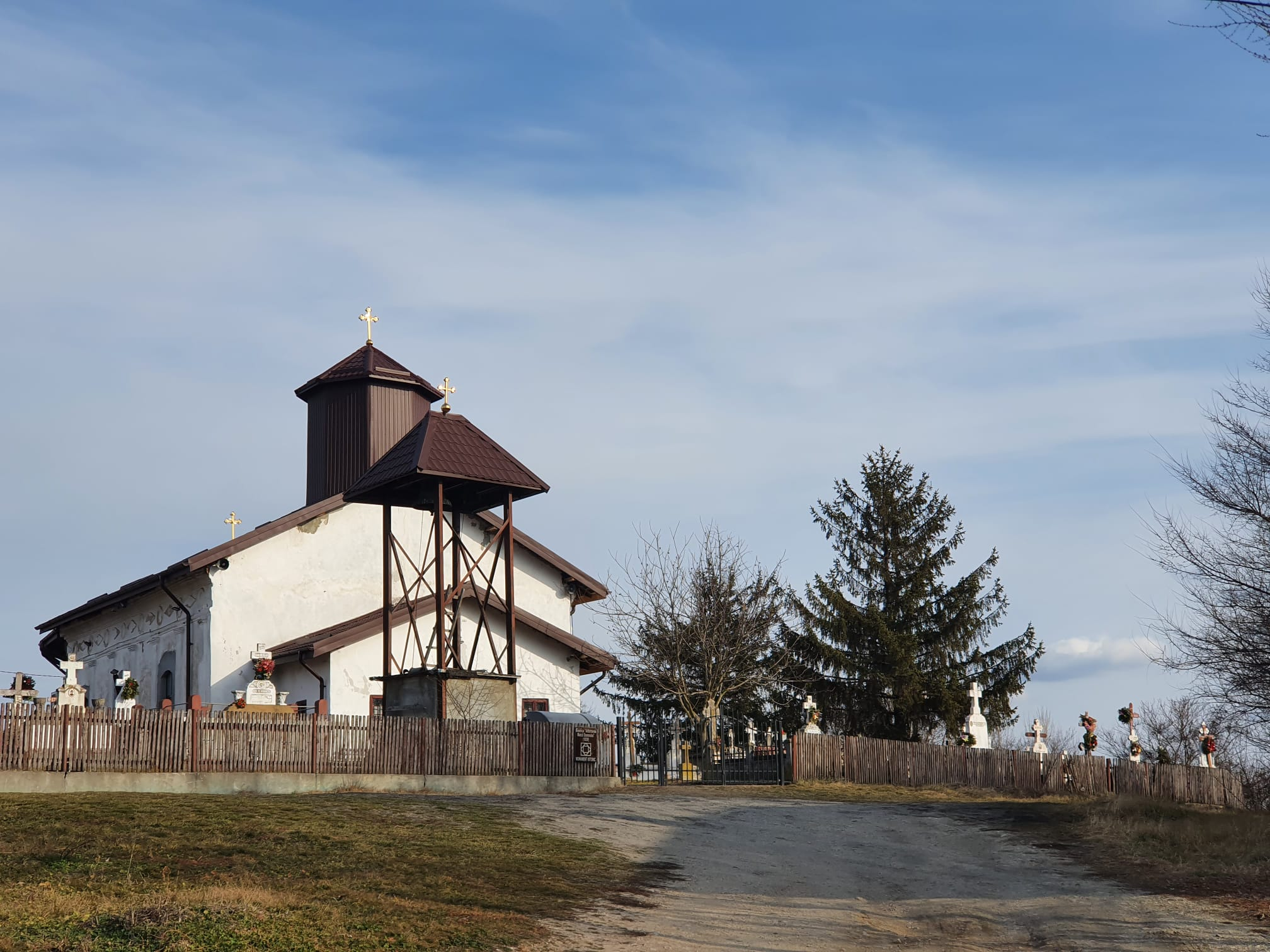

Perioada de maximă înflorire a fost în anii interbelici (1930-1940) când Obedeni, aparținând de plasa Glavacioc era sediu de comună, cu judecătorie, spital public (de fapt localizat în satul Vadu Lat), școli și o moară. In anii 1950-1952, la prima reorganizare teritorială postbelică, satul și comuna Obedeni au fost comasate în comuna Bucșani, trecănd pe rănd la raioanele Crevedia, apoi Videle, la Județul Ilfov și, în final, în structura județului Giurgiu.
Satul are o așezare pitorească, înconjurat de pâlcuri de păduri, de cursul sinuos și lunca Dâmbovnicului, precum și de delta Neajlovului.

## Note

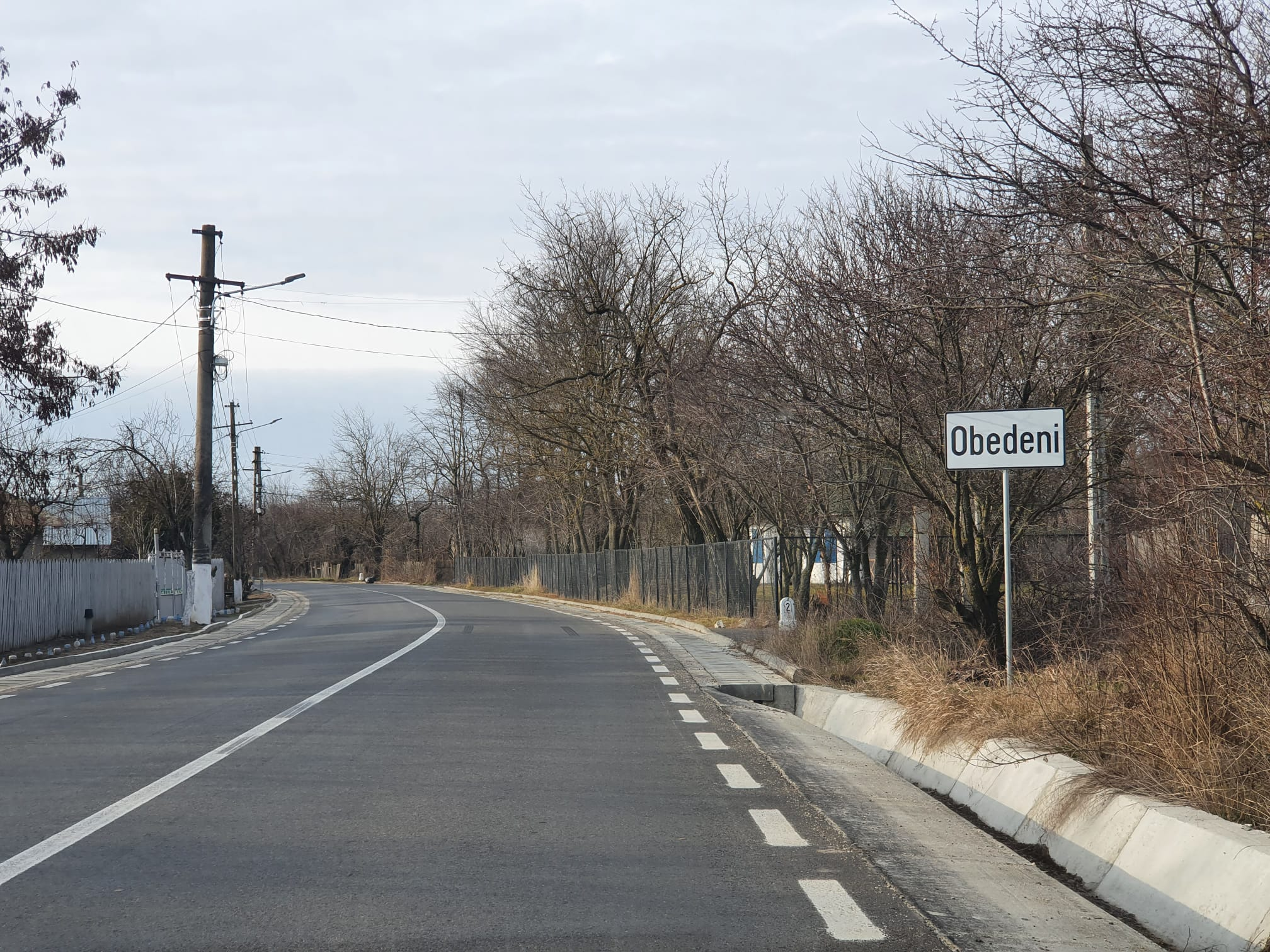